# Tiniocellus eurypygus
Tiniocellus eurypygus là một loài bọ cánh cứng trong họ Bọ hung (Scarabaeidae).